# Дионисий Дончев
Дионисий Дончев е един от именитите български художници на нашето съвремие.

## Биография
Роден е на 9 април 1935 г. в Плевен. Завършва специалност „Живопис“ в НИИ „Николай Павлович“ при проф. Илия Петров. През 1977 г. участва в създаването на живописния комплекс на Панорама „Плевенска епопея 1877“. Той е заслужил гражданин на Плевен. Художникът работи в областта на портрета, пейзажа, натюрморта и композицията, а предпочитаният от него метод на работа са маслените бои. Негови творби се радват на присъствие и са притежание на галерии и частни колекции както в България, така и в чужбина.